# Anastatus microcentri
Anastatus microcentri is een vliesvleugelig insect uit de familie Eupelmidae. De wetenschappelijke naam is voor het eerst geldig gepubliceerd in 1922 door Gahan.